# 片岡利持
片岡 利持は、室町時代の武将。片岡氏の一族。のちに当主。

## 概要
居城は奈良県上牧町の片岡城。片岡氏最後の当主で、彼の後片岡郡の覇権は筒井氏、松永氏と移っていくことになる。
筒井氏に本城の片岡城が攻められると大軍の前に敗北を悟り城内で切腹自害した。これにより、片岡氏は滅亡した。